# Elsbeth Funch

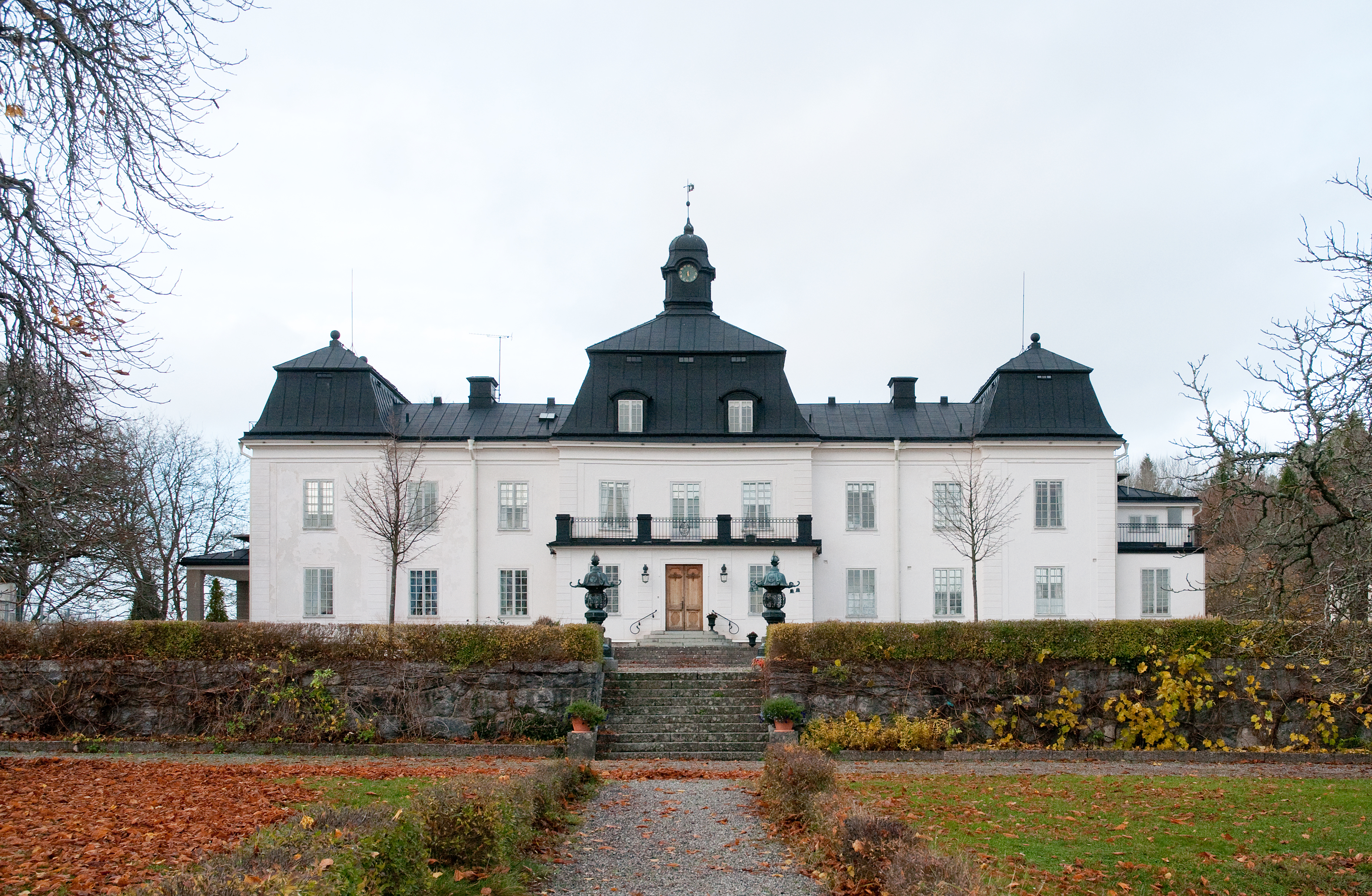
Ökna säteri

Elsbeth Funch (Henrika Elisabet Vilhelmina Funck), född 30 mars 1873 i Falun, död 12 september 1943 på Ökna säteri i Bogsta socken, var en svensk godsägare och författare av reseskildringar.
Elsbeth Funch var äldsta dotter till Martin Nisser och Betty Wettergren (1846–1921). Hon växte från elva års ålder upp på Stjärnsunds herrgård och senare i Stockholm. Hon lärde sig utländska språk i flickpension i Lausanne i Schweiz.
Hon debuterade som författare 1909 med Korta bref från en lång resa.
Hon och mannen Harald Funch köpte 1907 Ökna säteri i Södermanland, som de drev som ett mönsterjordbruk. Efter mannens död 1932, fortsatte Elsbeth Funch driften. Hon donerade gården strax före sin död 1943 till Södermanlands läns landsting för att användas som konvalescenthem och som lantmannaskola, numera naturbruksgymnasiet Öknaskolan, Sörmlands Naturbruk.
Elsbeth Funch gifte sig 1895 med Harald Funch (1869-1932). Paret hade inga barn. Gunilla Wettergren-Skawonius (1909–92) är syskonbarn till henne och Margareta Nisser Dalman syskonbarnbarn.